# Hypsipetes borbonicus
Hypsipetes borbonicus là một loài chim trong họ Pycnonotidae.